# East Rutherford
East Rutherford è un comune degli Stati Uniti d'America, nella Contea di Bergen, nello Stato del New Jersey.

## Geografia
La popolazione della città, che è parte dell'area metropolitana di New York, nel 2000, era di 8 716 abitanti (dati censimento del 2000) ed è stimata in 8 789 nel 2007.

## Storia
La fama internazionale della città deriva soprattutto dal fatto di ospitare il Meadowlands Sports Complex, che comprende l'Izod Center, dove la squadra NBA dei New Jersey Nets ha giocato le sue partite casalinghe dal 1981 al 2010, e il MetLife Stadium, casa delle squadre NFL New York Giants e New York Jets, e comprendeva il Giants Stadium ex casa delle squadre NFL New York Giants e New York Jets nonché dei New York Red Bulls della Major League Soccer (fino al 2008, quando la squadra si è spostata a Harrison).
Fino al 2007 anche i New Jersey Devils di hockey hanno giocato all'Izod Center, e ciò ha reso la città di East Rutherford l'unica con meno di 10 000 abitanti a ospitare cinque squadre sportive professionistiche contemporaneamente.